# Superbuch
Superbuch ist ein vom Christian Broadcasting Network entwickelter und von Tatsunoko Pro produzierter japanischer Anime in zwei Staffeln von 1981 bis 1983 sowie als Neuauflage eine amerikanische Animationsserie des Christian Broadcasting Network, die seit 2011 erscheint. In den Episoden werden verschiedene Bibelgeschichten erzählt, in die die Protagonisten mithilfe des Superbuchs eintauchen.

## Übersicht der Serien
| Anime           | Anime    | Anime                           | Anime                        |
| Staffel         | Episoden | Erstausstrahlung Japan          | Erstausstrahlung Deutschland |
| --------------- | -------- | ------------------------------- | ---------------------------- |
| 1               | 26       | 9. Okt. 1981 bis 29. März 1982  | 2. Jan. bis 6. Feb. 2012     |
| 2               | 26       | 4. Apr. 1983 bis 26. Sep. 1983  | keine Ausstrahlung           |
| Animationsserie |          |                                 |                              |
| Staffel         | Episoden | Erstausstrahlung USA            | Erstausstrahlung Deutschland |
| 1               | 13       | 1. Sep. 2011 bis 29. März 2013  | 4. Juli bis 15. Aug. 2015    |
| 2               | 13       | 24. Juni 2013 bis 19. Sep. 2014 | 13. Juni bis 3. Nov. 2017    |
| 3               | 13       | 6. Nov. 2014 bis 17. März 2017  | 22. Juli bis 7. Aug. 2019    |
| 4               | 13       | 24. Juni 2017 bis 25. Juni 2019 |                              |
| 5               | 16       | 1. Sep. 2019 bis 4. Mai 2021    |                              |

### Anime
Die erste Staffel des Anime erschien in Japan unter dem Namen アニメ 親子劇場 (Anime Oyako Gekijō, zu deutsch animiertes Eltern-und-Kind-Theater) vom Oktober 1981 bis zum Januar 1982; die zweite Staffel als パソコントラベル探偵団 (Pasokon Toraberu Tanteidan, zu deutsch PC-Reisedetektivteam) vom April bis zum Oktober 1983. Beide behandeln hauptsächlich das Alte Testament in chronologischer Reihenfolge – die erste Staffel zusätzlich in drei Folgen, die zuerst um Weihnachten herum erschienen, die Geschichte Jesu Christi sowie im Finale Paulus von Tarsus. Als Begleitserie erschien zwischen den Staffeln die ebenfalls von Tatsunoko produzierte Animeserie Fliegendes Haus (japanisch トンデラハウスの大冒険, Tondera Hausu no Daibōken, zu deutsch Abenteuer des Fliegenden Haus), die Geschichten des Neuen Testaments behandelt.
In Deutschland erschien bislang nur die erste Staffel auf DVD als Das Superbuch: Die Bibel für Kinder und ab dem 2. Januar 2012 auf Bibel TV als Superbuch Classics. In den Vereinigten Staaten erschienen die Staffeln als Superbook und Superbook II: In Search for Ruffles and Return to the 20th Century.
Der Anime war einer der ersten und einer der erfolgreichsten in japanisch-amerikanischer Kollaboration. So wurde er je Folge von über acht Millionen Zuschauern gesehen und machte zur Zeit der Ausstrahlung die Bibel zum bestverkauften Buch des Landes. Paige Villacin von CBR führt den Erfolg darauf zurück, dass der Anime mit der Absicht kreiert wurde, für jeden zugänglich zu sein, selbst für Zuschauer ohne Vorkenntnisse über die Bibel als Vorlage.

### Animationsserie
Seit dem 1. September 2011 erscheint auf dem Christian Broadcasting Network die Neuauflage Superbook, in Deutschland seit dem 4. Juli 2015 als Superbuch auf Bibel TV. Bislang erschienen fünf, in Deutschland drei Staffeln. Während die erste Staffel chronologisch einen Überblick über das Alte und das Neue Testament von der Genesis bis zur Offenbarung, also über die gesamte Bibel, gibt, sind die Geschichten beider Teile in den weiteren Staffeln ungeordnet.
Seit Oktober 2018 erscheint die Serie auch in Japan.

## Rahmenhandlung und Figuren

### Anime-Staffel 1 und Animationsserie
In der ersten Staffel des Animes, Anime Oyako Gekijō, die von dem Superbuch erzählt wird und laut dessen Kommentar in einem Haus spielt, „wie es überall stehen könnte“, sowie in der Neuauflage geht es um den Jungen Chris, Sohn eines Wissenschaftlers, der mit seiner Freundin Ri/Joy und dem Roboter Gizmo durch das magische Superbuch in ausgewählte Bibelgeschichten hineingezogen wird. Diese weisen eine Ähnlichkeit auf zu dem, was sie zuvor erlebt oder getan haben, und sollen ihnen diesbezüglich Rat oder Lehre sein, wie sie sich verhalten sollen. Mit den Figuren der Bibel können sie interagieren und ihnen helfen. Unterschiede zwischen den Serien sind etwa der Spielraum und Modernisierung der Technologie: Der Anime spielt nur im Haus und dessen Garten, in der Neuauflage sind Chris und Joy zum Beispiel auch in der Schule und in der Stadt zu sehen. Während das Superbuch im Anime magisch ist, sind in der Neuauflage mit Science-Fiction-Elementen das Superbuch, die Erfindungen des Professors und Gizmo elektronisch fortgeschrittener.
- Chris: Im Anime heißt er auf Japanisch Sho Asuka, auf Englisch und Deutsch Chris Peeper bzw. Pfeifer, in der Neuauflage auf Englisch und Deutsch Chris Quantum. Im Anime ist sein Verhalten darauf beschränkt, dass er sich stets vor Schulaufgaben und Hausarbeit drücken will und seinem Vater nicht gehorcht. In der Neuauflage zeigt er komplexeres Verhalten und mehr Hobbys wie Skateboarding, Videospiele und als Bandmusiker. Darin ist er ehrgeizig, aber auch eingebildet. Gegenüber anderen möchte er vor allem cool erscheinen. Häufiger übertritt er Regeln und ist egoistisch.
- Ri/Joy: Im Anime heißt Chris’ Freundin auf Japanisch Azusa Yamato, auf Englisch Joy und auf Deutsch Maria, genannt Ri; in der Neuauflage auf Englisch und Deutsch Joy Pepper. Sie ist Chris’ Mitschülerin und Nachbarin. Sie ist verantwortungsvoller und moralischer als Chris und ermahnt ihn häufig, richtig zu handeln, aber hat manchmal auch ihre eigenen Fehler und Konflikte.
- Gizmo (auf Japanisch Zenmaijikake, japanisch für Aufziehmechanismus) ist im Anime in der Rahmenhandlung ein kleines Aufziehspielzeug, aber wird in den Abenteuern des Superbuchs in einen lebensgroßen Aufziehroboter verwandelt. In der Neuauflage ist er ein elektronischer Roboter mit einem Bildschirm, der in den Abenteuern die Umgebung und Personen scannen kann.
- Das Superbuch ist im Anime eine magische leuchtende Bibel, die Chris zufällig auf dem Dachboden findet; in der Neuauflage ein kleines elektronisches Gerät im Labor seines Vaters.
- Chris’ Vater wird im Anime (Professor Asuka oder Frederick Peeper/Pfeifer) als zerstreuter Professor, in der Neuauflage (Crispin Quantum) als brillanter Wissenschaftler im Laborkittel dargestellt. Chris’ Mutter ist im Anime für den Großteil abwesend, weil sie ihre Schwester besucht, und verkündet zum Ende der ersten Staffel, dass sie schwanger ist. In der Neuauflage ist sie anwesend und interagiert mit ihrem Mann oder ihren Sohn.
- Nur im Anime hat die Familie noch einen Yorkshire Terrier, der japanisch Kikyomu, englisch Ruffles und deutsch Molly heißt.

### Anime-Staffel 2
In der zweiten Staffel ist die neue Hauptfigur Chris’ Cousin, der auf Japanisch Yuu Asuka, auf Englisch Uriah „Uri“ Peeper heißt und der neue Besitzer von Gizmo ist, der nun ein richtiger Roboter ist, während Chris und Joy zu Randfiguren werden. Nachdem der Familienhund durch das Superbuch in der Vergangenheit verloren geht, reisen Uri und Gizmo ihm nach und suchen ihn, während Chris und Joy sie über einen Bildschirm beobachten und es vor den Eltern geheim zu halten versuchen.

## Synchronisation: Animationsserie
Die deutschsprachige Synchronisation der Neuauflage entsteht nach Dialogbüchern von Felix Strüven und unter der Dialogregie von Angelika Scharf.
| Rolle             | Amerikanischer Sprecher | Deutscher Sprecher               |
| Rahmenhandlung    | Rahmenhandlung          | Rahmenhandlung                   |
| ----------------- | ----------------------- | -------------------------------- |
| Superbuch         | Colin Murdock           | Jens Wendland                    |
| Chris Quantum     | Sam Vincent             | Tammo Kaulbarsch                 |
| Joy Pepper        | Shannon Chan-Kent       | Julia Fölster                    |
| Gizmo             | Cathy Weseluck          | Tim Kreuer                       |
| Professor Quantum | Jan Rabson              | Lennardt Krüger Michael Bideller |
| Phoebe Quantum    | Nicole Oliver           | Elena Wilms                      |
| Bibel             |                         |                                  |
| Gott              | Jim Conrad              | Achim Buch                       |
| Jesus Christus    | Noel Johansen           | Fabian Harloff                   |
| Luzifer/Satan     | Paul Dobson             | Erik Schäffler                   |

## Episodenliste: Anime

### Staffel 1: Anime Oyako Gekijō
| Nr. | Deutscher Titel               | Japanischer Titel                                             | Biblische Referenz/Figur                 | Erstausstrahlung Japan | Erstausstrahlung Deutschland |
| --- | ----------------------------- | ------------------------------------------------------------- | ---------------------------------------- | ---------------------- | ---------------------------- |
| 1   | Wie alles begann              | アダムとエバ物語 (Adam to Eva Monogatari)                     | Adam und Eva, Sündenfall                 | 9. Okt. 1981           | 2. Jan. 2012                 |
| 2   | Ich, der Hüter meines Bruders | カインとアベル物語 (Cain to Abel Monogatari)                  | Kain und Abel                            | 16. Okt. 1981          | 3. Jan. 2012                 |
| 3   | Die große Flut                | ノアの箱舟物語 (Noah no Hakobune Monogatari)                  | Arche Noah                               | 23. Okt. 1981          | 4. Jan. 2012                 |
| 4   | Die schwere Prüfung           | 偉大な父の物語 (Idai na Chichi no Monogatari)                 | Abraham, Bindung Isaaks                  | 30. Okt. 1981          | 5. Jan. 2012                 |
| 5   | Die Braut kommt               | 他国の花嫁物語 (Takoku no Hanayome Monogatari)                | Rebekka                                  | 6. Nov. 1981           | 6. Jan. 2012                 |
| 6   | Doppelter Kummer              | ふたごの兄弟物語 (Futago no Kyoudai Monogatari)               | Jakob und Esau                           | 13. Nov. 1981          | 9. Jan. 2012                 |
| 7   | Ein Traum erfüllt sich        | エジプト物語 (Egypt Monogatari)                               | Josefsgeschichte                         | 20. Nov. 1981          | 10. Jan. 2012                |
| 8   | Der wundersame Stab           | 奇跡のつえ物語 (Mahou no Tsue Monogatari)                     | Mose, Auszug aus Ägypten                 | 27. Nov. 1981          | 11. Jan. 2012                |
| 9   | Erstaunliche Trompeten        | 不思議なラッパ物語 (Fushigi na Rappa Monogatari)              | Josua, Zerstörung Jerichos               | 4. Dez. 1981           | 12. Jan. 2012                |
| 10  | Krüge und Fackeln             | 300個のツボ物語 (300 Ko no Tsubo Monogatari)                  | Gideon                                   | 11. Dez. 1981          | 13. Jan. 2012                |
| 11  | Simson der Starke             | 怪力物語 (Kairiki Monogatari)                                 | Simson und Delila                        | 18. Dez. 1981          | 16. Jan. 2012                |
| 12  | Weihnachten in Betlehem       | 馬小屋物語 (Umagoya Monogatari)                               | Jesu Geburt                              | 25. Dez. 1981          | 17. Jan. 2012                |
| 13  | Wunder der Liebe              | イエスの奇跡物語 (Jesus no Kiseki Monogatari)                 | u. a. Taufe und Wunder Jesu, Bergpredigt | 30. Dez. 1981          | 18. Jan. 2012                |
| 14  | Die gute Nachricht            | からっぽの墓物語 (Karappo no Haka Monogatari)                 | Kreuzigung und Auferstehung Jesu Christi | 4. Jan. 1982           | 19. Jan. 2012                |
| 15  | Die treue Ruth                | 親孝行物語 (Oyakoukou Monogatari)                             | Rut                                      | 11. Jan. 1982          | 20. Jan. 2012                |
| 16  | Hiobs Geduld                  | 悪魔の誘惑物語 (Akuma no Yuuwaku Monogatari)                  | Hiob                                     | 18. Jan. 1982          | 23. Jan. 2012                |
| 17  | Großer Fisch, kleiner Fisch   | 鯨にのまれた男の物語 (Kujira ni Nomareta Otoko no Monogatari) | Jona                                     | 25. Jan. 1982          | 24. Jan. 2012                |
| 18  | Der erste König               | ロバ国王物語 (Roba Kokuou Monogatari)                         | Samuel und Saul                          | 1. Feb. 1982           | 25. Jan. 2012                |
| 19  | Der Riesentöter               | ダビデ王物語 (David Ou Monogatari)                            | David und Goliat, Jonatan                | 8. Feb. 1982           | 26. Jan. 2012                |
| 20  | Der kluge König               | ソロモン王物語 (Solomon Ou Monogatari)                        | Salomo                                   | 15. Feb. 1982          | 27. Jan. 2012                |
| 21  | Ein großer Prophet            | 預言者エリヤ物語 (Yogensha Elijah Monogatari)                 | Elija                                    | 22. Feb. 1982          | 30. Jan. 2012                |
| 22  | Der feurige Wagen             | 火の戦車物語 (Hi no Sensha Monogatari)                        | Elischa                                  | 1. März 1982           | 31. Jan. 2012                |
| 23  | In der Löwengrube             | ライオンの穴物語 (Lion no Ana Monogatari)                     | Daniel                                   | 8. März 1982           | 1. Feb. 2012                 |
| 24  | Die starke Mauer              | 輝く城壁物語 (Kagayaku Jouheki Monogatari)                    | Nehemia                                  | 15. März 1982          | 2. Feb. 2012                 |
| 25  | Die schöne Königin            | 美しい王妃の物語 (Utsukushii Ouhi no Monogatari)              | Ester und Mordechai                      | 22. März 1982          | 3. Feb. 2012                 |
| 26  | Der mächtige Zeuge            | 世界の果てまで物語 (Sekai no Hate made Monogatari)            | Paulus von Tarsus                        | 29. März 1982          | 6. Feb. 2012                 |

### Staffel 2: Pasokon Toraberu Tanteidan
| Nr. | Japanischer Titel       | Biblische Referenz      | Erstausstrahlung Japan |
| --- | ----------------------- | ----------------------- | ---------------------- |
| 1   | 誕生！ パソコン探偵団   | Abraham und Lot         | 4. Apr. 1983           |
| 2   | 大炎上！ 悪の町ソドム   | Sodom und Gomorra       | 11. Apr. 1983          |
| 3   | 悲しみの短剣            | Sarah, Bindung Isaaks   | 18. Apr. 1983          |
| 4   | 井戸ばたの花嫁          | Rebekka                 | 25. Apr. 1983          |
| 5   | おじぎをする麦たば      | Josefsgeschichte        | 2. Mai 1983            |
| 6   | 王様の不思議な夢        | Josefsgeschichte        | 9. Mai 1983            |
| 7   | エジプト一番の知恵者    | Josefsgeschichte        | 16. Mai 1983           |
| 8   | 再会！ 涙の十二人兄弟   | Josefsgeschichte        | 23. Mai 1983           |
| 9   | 川に捨てられた赤ちゃん  | Mose in Ägypten, Midian | 30. Mai 1983           |
| 10  | 炎の中の不思議な声      | Neun der Zehn Plagen    | 6. Juni 1983           |
| 11  | 襲いくる十の災害        | Zehnte Plage, Exodus    | 13. Juni 1983          |
| 12  | 荒野の大放浪            | Sinai, Zehn Gebote      | 20. Juni 1983          |
| 13  | 燃える蛇と青銅の蛇      | Josua                   | 27. Juni 1983          |
| 14  | 試された若者たち        | Otniël                  | 4. Juli 1983           |
| 15  | 左ききの正義の剣        | Ehud                    | 11. Juli 1983          |
| 16  | 大撃破！ 九百台の鉄戦車 | Debora                  | 18. Juli 1983          |
| 17  | 英雄の涙                | Jiftach                 | 25. Juli 1983          |
| 18  | 神と話した少年          | Eli und Samuel          | 1. Aug. 1983           |
| 19  | はじめての王様          | Saul                    | 8. Aug. 1983           |
| 20  | 羊飼いの少年ダビデ      | David als Hirte         | 15. Aug. 1983          |
| 21  | 巨人ゴリヤテとの対決    | David und Goliat        | 22. Aug. 1983          |
| 22  | 王子とおたずね者        | David und Jonatan       | 29. Aug. 1983          |
| 23  | ダビデ王誕生            | David als König         | 5. Sep. 1983           |
| 24  | 大王の後継者ソロモン    | Salomo                  | 12. Sep. 1983          |
| 25  | 女王の陰謀              | Atalja und Joasch       | 19. Sep. 1983          |
| 26  | 一夜の大勝利            | Hiskija und Jesaja      | 26. Sep. 1983          |

## Episodenliste: Animationsserie

### Staffel 1
| Nr. | Deutscher Titel       | Englischer Titel     | Biblische Referenz/Figur         | Erstausstrahlung USA | Erstausstrahlung Deutschland |
| --- | --------------------- | -------------------- | -------------------------------- | -------------------- | ---------------------------- |
| 1   | Am Anfang             | In the Beginning     | Adam und Eva, Luzifer            | 1. Sep. 2011         | 4. Juli 2015                 |
| 2   | Die Prüfung           | The Test             | Bindung Isaaks                   | 25. März 2013        | 5. Juli 2015                 |
| 3   | Betrug unter Brüdern  | Jacob and Esau       | Jakob und Esau                   | 25. März 2013        | 11. Juli 2015                |
| 4   | Lass mein Volk ziehen | Let My People Go!    | Mose, Exodus                     | 1. Apr. 2011         | 12. Juli 2015                |
| 5   | Die Zehn Gebote       | The Ten Commandments | Zehn Gebote                      | 1. Sep. 2011         | 18. Juli 2015                |
| 6   | Ein Riesen Abenteuer  | A Giant Adventure    | David und Goliat                 | 24. Dez. 2012        | 19. Juli 2015                |
| 7   | Roar                  | Roar!                | Daniel                           | 1. Jan. 2013         | 25. Juli 2015                |
| 8   | Das erste Weihnachten | The First Christmas  | Jesu Geburt                      | 25. Dez. 2012        | 26. Jul. 2015                |
| 9   | Wahre Wunder          | Miracles of Jesus    | Wunder Jesu                      | 27. März 2013        | 1. Aug. 2015                 |
| 10  | Wer ist der Größte?   | The Last Supper      | Abendmahl Jesu                   | 28. März 2013        | 2. Aug. 2015                 |
| 11  | Auferstanden!         | He is Risen!         | Kreuzigung und Auferstehung Jesu | 29. März 2013        | 8. Aug. 2015                 |
| 12  | Flucht nach Damaskus  | The Road to Damascus | Paulus von Tarsus                | 27. Dez. 2012        | 9. Aug. 2015                 |
| 13  | Die letzte Schlacht   | Revelation!          | Offenbarung des Johannes         | 29. März 2013        | 15. Aug. 2015                |

### Staffel 2
| Nr. (ges.) | Nr. (St.) | Deutscher Titel                                               | Englischer Titel                | Biblische Referenz/Figur          | Erstausstrahlung USA | Erstausstrahlung Deutschland |
| ---------- | --------- | ------------------------------------------------------------- | ------------------------------- | --------------------------------- | -------------------- | ---------------------------- |
| 14         | 1         | Die letzte Chance – Jonah und der große Fisch                 | Jonah                           | Jona                              | 29. Juni 2013        | 13. Juni 2017                |
| 15         | 2         | Völlig verplant – Josef und der Traum des Pharao              | Joseph and the Pharaoh’s Dream  | Josefsgeschichte                  | 29. Aug. 2013        | 13. Juni 2017                |
| 16         | 3         | Gegen den Strom – Drei Freunde im Feuerofen                   | The Fiery Furnace!              | Schadrach, Meschach und Abed-Nego | 27. Aug. 2013        | 28. Juni 2017                |
| 17         | 4         | Wenn Feinde Freunde werden – Rahab und die Mauern von Jericho | Rahab and the Walls of Jericho  | Rahab                             | 18. Juli 2013        | 28. Juni 2017                |
| 18         | 5         | Trau dich – Esther rettet ihr Volk                            | Esther: For Such a Time as This | Ester                             | 17. Aug. 2013        | 2. Aug. 2017                 |
| 19         | 6         | Allein die Wahrheit zählt · Johannes der Täufer               | John the Baptist                | Johannes der Täufer               | 9. Jan. 2014         | 2. Aug. 2017                 |
| 20         | 7         | Aufgeben gibt’s nicht – Paulus im Sturm                       | Paul and the Shipwreck          | Paulus von Tarsus                 | 11. Okt. 2013        | 4. Sep. 2017                 |
| 21         | 8         | Warum immer ich? – Hiobs Geschichte                           | Job                             | Hiob                              | 24. Juni 2014        | 4. Sep. 2017                 |
| 22         | 9         | Ab vom Kurs – Noah und die Arche                              | Noah and the Ark                | Noah                              | 9. Nov. 2013         | 27. Sep. 2017                |
| 23         | 10        | Der Held in dir – Gottes Plan mit Gideon                      | Gideon                          | Gideon                            | 27. Aug. 2014        | 27. Sep. 2017                |
| 24         | 11        | Verraten und versöhnt – Petrus verleugnet Jesus               | Peter’s Denial                  | Simon Petrus                      | 10. März 2014        | 26. Okt. 2017                |
| 25         | 12        | Kein Weg zurück? – Die Geschichte vom verlorenen Sohn         | The Prodigal Son                | Gleichnis vom Verlorenen Sohn     | 27. Aug. 2014        | 26. Okt. 2017                |
| 26         | 13        | Es kann nur einen geben! – Elia und die Baalspriester         | Elijah and the Prophets of Baal | Elija                             | 19. Sep. 2014        | 3. Nov. 2017                 |

### Staffel 3
| Nr. (ges.) | Nr. (St.) | Deutscher Titel                    | Englischer Titel                 | Biblische Referenz/Figur             | Erstausstrahlung USA | Erstausstrahlung Deutschland |
| ---------- | --------- | ---------------------------------- | -------------------------------- | ------------------------------------ | -------------------- | ---------------------------- |
| 27         | 1         | Ruths Treue wird belohnt           | Ruth                             | Rut                                  | 13. Jan. 2015        | 22. Juli 2019                |
| 28         | 2         | Der Turmbau zu Babel und Pfingsten | The Tower of Babel and Pentecost | Turmbau zu Babel; Heiliger Geist     | 20. Aug. 2014        | 23. Juli 2019                |
| 29         | 3         | Die Geburt von Johannes dem Täufer | The Birth of John the Baptist    | Johannes der Täufer                  | 6. Nov. 2014         | 24. Juli 2019                |
| 30         | 4         | Isaak und Rebekka                  | Isaac and Rebekah                | Isaak und Rebekka                    | 3. Aug. 2015         | 25. Juli 2019                |
| 31         | 5         | Naaman und das Dienstmädchen       | Naaman and the Servant Girl      | Naaman der Syrer                     | 11. Dez. 2014        | 26. Juli 2019                |
| 32         | 6         | Gott beruft Samuel                 | Samuel and the Call of God       | Samuel                               | 11. Dez. 2014        | 29. Juli 2019                |
| 33         | 7         | David und Saul                     | David and Saul                   | David und Saul                       | 4. Feb. 2016         | 30. Juli 2019                |
| 34         | 8         | Nehemia bleibt stark               | Nehemiah                         | Nehemia                              | 26. Mai 2016         | 31. Juli 2019                |
| 35         | 9         | Elisa und die Syrer                | Elisha                           | Elischa                              | 26. Sep. 2016        | 1. Aug. 2019                 |
| 36         | 10        | Zu spät für Lazarus?               | Lazarus                          | Lazarus                              | 17. März 2017        | 2. Aug. 2019                 |
| 37         | 11        | Salomo und die Weisheit Gottes     | Solomon                          | Salomo                               | 28. Nov. 2016        | 5. Aug. 2019                 |
| 38         | 12        | Daniel und Nebukadnezars Traum     | Nebuchadnezzar’s Dream           | Nebukadnezar                         | 27. Feb. 2017        | 6. Aug. 2019                 |
| 39         | 13        | Der barmherzige Samariter          | The Good Samaritan               | Gleichnis vom barmherzigen Samariter | 13. Feb. 2015        | 7. Aug. 2019                 |

### Staffel 4
Diese Staffel erschien in Deutschland bislang nur auf DVD.
| Nr. (ges.) | Nr. (St.) | Deutscher Titel                 | Englischer Titel        | Biblische Referenz/Figur  | Erstausstrahlung USA |
| ---------- | --------- | ------------------------------- | ----------------------- | ------------------------- | -------------------- |
| 40         | 1         | Die Speisung der Fünftausend    | Jesus Feeds the Hungry  | Wundersame Brotvermehrung | 18. Nov. 2018        |
| 41         | 2         | Petrus und Korneliua            | Peter and Cornelius     | Hauptmann Kornelius       | 24. Juni 2017        |
| 42         | 3         | Paulus und Silas                | Paul and Silas          | Silas                     | 21. Aug. 2017        |
| 43         | 4         | Salomos Tempel                  | Solomon’s Temple        | Jerusalemer Tempel        | 23. Feb. 2018        |
| 44         | 5         | Petrus Flucht aus dem Gefängnis | Peter’s Escape          | Simon Petrus und Rhode    | 14. Okt. 2017        |
| 45         | 6         | Jesus heilt die Blinden         | Jesus Heals the Blind   | Heilungswunder Jesu       | 17. Nov. 2017        |
| 46         | 7         | Josua und Kaleb                 | Josua and Caleb         | Josua und Kaleb           | 27. Apr. 2018        |
| 47         | 8         | Elia und die Witwe              | Elijah and the Widow    | Witwe von Sarepta         | 25. Mai 2018         |
| 48         | 9         | Lehre uns zu beten              | Teach Us to Pray        | Vaterunser                | 28. Aug. 2018        |
| 49         | 10        | Jeremia                         | Jeremiah                | Jeremia                   | 16. Okt. 2018        |
| 50         | 11        | Jesus in der Wüste              | Jesus in the Wilderness | Versuchung Jesu           | 6. Feb. 2019         |
| 51         | 12        | Paulus und Barnabas             | Paul and Barnabas       | Barnabas                  | 27. März 2019        |
| 52         | 13        | Philippus                       | Philip                  | Philippus                 | 25. Juni 2019        |

### Staffel 5
| Nr. (ges.) | Nr. (St.) | Deutscher Titel                         | Englischer Titel                | Biblische Referenz/Figur                          | Erstausstrahlung USA |
| ---------- | --------- | --------------------------------------- | ------------------------------- | ------------------------------------------------- | -------------------- |
| 53         | 1         | Die Geburt von Mose                     | The Birth of Moses              | Moses Geburt                                      | 24. Sep. 2019        |
| 54         | 2         | Nikodemus                               | Nicodemus                       | Nikodemus                                         | 17. Dez. 2019        |
| 55         | 3         | Zachäus                                 | Zacchaeus                       | Zachäus                                           | 21. Jan. 2020        |
| 56         | 4         | Die Bergpredigt                         | The Sermon on the Mount         | Bergpredigt                                       | 3. Feb. 2020         |
| 57         | 5         | Jesaja                                  | Isaiah                          | Jesaja                                            | 11. März 2020        |
| 58         | 6         | Getauft                                 | Baptized!                       | Berufung der ersten Jünger                        | 17. Apr. 2020        |
| 59         | 7         | Jesus – Freund der Sünder               | Jesus – Friend of Sinners       | u. a. Vom großen Abendmahl, Matthäus als Zöllner  | 12. Juni 2020        |
| 60         | 8         | Paulus hält am Glauben fest             | Paul Keeps the Faith            | Christenverfolgung, Großer Brand Roms             | 15. Sep. 2020        |
| 61         | 9         | Liebe deine Feinde                      | Love Your Enemies               | u. a. Sieben letzte Worte, Stephanus              | 28. Jan. 2021        |
| 62         | 10        | Paulus und der unbekannte Gott – Teil 1 | Paul and the Unknown God Part 1 | Paulus als Missionar in Athen und Korinth         | 20. Nov. 2020        |
| 63         | 11        | Paulus und der unbekannte Gott – Teil 2 | Paul and the Unknown God Part 2 | Paulus als Missionar in Athen und Korinth         | 20. Nov. 2020        |
| 64         | 12        | Der zweifelnde Thomas                   | Doubting Thomas                 | Emmaus-Jünger, Thomas                             | 18. Feb. 2021        |
| 65         | 13        | Die Verheißung eines Kindes             | The Promise of a Child          | u. a. Gabriels Verkündigung an Maria              | 12. Nov. 2019        |
| 66         | 14        | Gerettet                                | Rescued!                        | u. a. Jona, Daniel, die drei Freunde im Feuerofen | 20. Juli 2020        |
| 67         | 15        | Helden der Bibel                        | Heroes of the Bible             | verschiedene                                      | 20. Apr. 2021        |
| 68         | 16        | Das Opfer der armen Witwe               | The Widow’s Mite                | verschiedene                                      | 4. Mai 2021          |

### Anime
- Superbuch bei IMDb
- Superbuch bei Fernsehserien.de
- Superbuch (Anime) bei Anisearch
- Superbuch (1981) bei Zeichentrickserien.de
- Superbuch in der Deutschen Synchronkartei

### Animationsserie
- Webseite bei CBN (deutsch)
- Website bei CBN (englisch)
- Website
- Superbuch bei IMDb
- Superbuch bei Fernsehserien.de
- Superbuch (2011) bei Zeichentrickserien.de